# Douglas Dunn

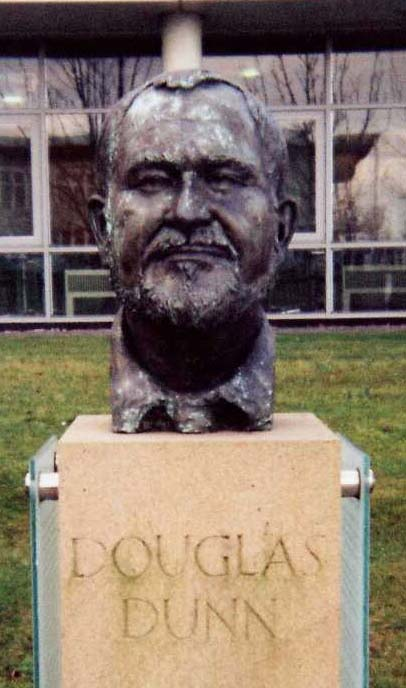
Rzeźba przedstawiająca Douglasa Dunna

Douglas Dunn (ur. 23 października 1942 w Inchinnan w Renfrewshire) – szkocki poeta.
Kształcił się w szkole bibliotecznej i w University of Hull, pracował jako bibliotekarz w Szkocji i w Akron w Ohio. Jest profesorem angielskiego i dyrektorem St Andrew's Scottish Studies Institute at St Andrew's University, był również członkiem Szkockiej Rady Sztuki (1992-1994). Debiutował w 1969 głośnym zbiorem poezji Terry Street, w którym zawarł refleksje o życiu biednej dzielnicy w Hull. W zebranych m.in. w tomach Barbarians (1979), St Kilda's Parliament (1981), Elegies (1985) i New and Selected Poems 1966-1988 (1989) łączył obserwację socjologiczną z zainteresowaniem metafizyką. Udziela się również jako krytyk literacki. Jest autorem opowiadań i utworów dramatycznych. Polski wybór jego wierzy ukazał się w 1983 w Antologii nowej poezji brytyjskiej.